# 鸟梁素海
鸟梁素海是一个位于中国内蒙古自治区乌拉特前旗的湖泊，面积约为224.36平方千米，平均水深约为1.5米，蓄水量约为3.36亿立方米。